# Super Bowl XXVI
La partita, che segue la stagione regolare NFL 1991, è stata giocata il 26 gennaio 1992 al Hubert H. Humphrey Metrodome di Minneapolis, Minnesota, tra Buffalo Bills e Washington Redskins per decidere i campioni della stagione NFL 1991. I Redskins sconfissero i Bills con un punteggio di 37–24, diventando la quarta squadra dopo Pittsburgh Steelers, Oakland Raiders e San Francisco 49ers a vincere 3 Super Bowl. I Bills divennero la terza squadra, dopo Minnesota Vikings (Super Bowl VIII e IX) e Denver Broncos (Super Bowl XXI e XXII), a perdere due Super Bowl consecutivi. La gara si tenne il 26 gennaio 1992 all'Hubert H. Humphrey Metrodome a Minneapolis, Minnesota, il primo Super Bowl che si tenne in quella città.
Entrambe le squadre terminarono la stagione regolare col miglior record delle rispettive conference. I Redskins conclusero la stagione con un record di 14-2, guidando la lega con 485 punti segnati. L'allenatore di Washington Joe Gibbs si presentò alla partita tentando di vincere il suo terzo Super Bowl con la squadra e col terzo quarterback titolare, Mark Rypien. I Bills terminarono la stagione con un record di 13-3 e arrivarono al loro secondo Super Bowl consecutivo, principalmente grazie alle giocate del loro quarterback Jim Kelly e del loro attacco soprannominato "K-Gun".
I Redskins balzarono a un risultato di 24-0 all'inizio del terzo quarto del Super Bowl XXVI, da cui i Bills non si ripresero più. Washington mise a segno anche 4 sack e 3 intercetti su Kelly. Rypien, che completò 18 passaggi su 33 tentativi per 292 yard e 2 touchdown (1 intercetto) fu nominato MVP del Super Bowl.

## Formazioni titolari
Fonte:
| Buffalo           | Ruolo     | Washington       |
| ----------------- | --------- | ---------------- |
| Attacco           |           |                  |
| James Lofton      | WR        | Gary Clark       |
| Will Wolford      | LT        | Jim Lachey       |
| Jim Ritcher       | LG        | Raleigh McKenzie |
| Kent Hull         | C         | Jeff Bostic      |
| Glenn Parker      | RG        | Mark Schlereth   |
| Howard Ballard    | RT        | Joe Jacoby       |
| Pete Metzelaars   | TE        | Don Warren       |
| Andre Reed        | WR        | Art Monk         |
| Jim Kelly         | QB        | Mark Rypien      |
| Kenneth Davis     | RB        | Earnest Byner    |
| Keith McKeller    | TE        | Ron Middleton    |
| Difesa            |           |                  |
| Leon Seals        | LE        | Charles Mann     |
| Jeff Wright       | NT-LDT    | Eric Williams    |
| Bruce Smith       | RE-RDT    | Tim Johnson      |
| Cornelius Bennett | LOLB-RE   | Fred Stokes      |
| Shane Conlan      | LILB-LOLB | Wilber Marshall  |
| Carlton Bailey    | RILB-MLB  | Kurt Gouveia     |
| Darryl Talley     | ROLB      | Andre Collins    |
| Kirby Jackson     | LCB       | Martin Mayhew    |
| Nate Odomes       | RCB       | Darrell Green    |
| Dwight Drane      | SS        | Danny Copeland   |
| Mark Kelso        | FS        | Brad Edwards     |

## Nella cultura di massa
In una puntata dei Simpson Lisa e Homer si avvicinano uno all'altro grazie alle scommesse, ma sentendosi usata la ragazzina si arrabbierà molto con il padre. Al Super Bowl, Homer chiede su chi scommettere (Washington Redskins o Buffalo Bills). Il risultato nel cartone però è diverso dal 37 a 24 finale.